# Giroussens
 Giroussens  là một xã trong tỉnh Tarn thuộc vùng Occitanie ở miền nam nước Pháp. Xã này nằm ở khu vực có độ cao trung bình 175 mét trên mực nước biển.
Sông Dadou chảy qua thị trấn. Xã có cảnh quan Jardins des Martels.